# Tlajcoltepec
Tlajcoltepec är en ort i Mexiko.   Den ligger i kommunen Tehuipango och delstaten Veracruz, i den sydöstra delen av landet, 240 km öster om huvudstaden Mexico City. Tlajcoltepec ligger 2 107 meter över havet och antalet invånare är 453.
Terrängen runt Tlajcoltepec är huvudsakligen kuperad, men åt nordost är den bergig. Runt Tlajcoltepec är det ganska tätbefolkat, med 134 invånare per kvadratkilometer. Närmaste större samhälle är Tecpantzacoalco, 2,2 km sydost om Tlajcoltepec. Omgivningarna runt Tlajcoltepec är en mosaik av jordbruksmark och naturlig växtlighet.